# Амаев, Хаважи Хасанович
Хава́жи Хаса́нович Ама́ев (чечен. jámmiġеran Ẋasán khant Haváƶ, Іа́ммигІеран Хьаса́н кІант ХІава́ж; род. 2 января 1980, Зумсой или Итум-Калинский район) — чеченский полевой командир, подполковник ВС ЧРИ, радиопозывные «Зумсо, Абу-Дауд, Абу-Таур». Активный участник второй чеченской войны —  руководитель сектора Юго-Западного фронта Вилаята Нохчийчоь. Участник Гражданской войны в Сирии на стороне сирийской оппозиции, являясь амиром бригады «Катаиб Ибад ар-Рахман». Участник Вторжения России на Украину (2022), заместитель командира ОБОН ВС ЧРИ. Кавалер орденов Ичкерии: «Честь нации» и «Герой нации».

## Биография

### Происхождение
По национальности чеченец из тайпа Зумсой, родился 2 января 1980 года в том же тайповом поселении, находящееся в Итум-Калинском районе Чеченской Республики. 

### Вторая чеченская война
Принимал активное участие во второй чеченской войне, с 2003 года воевал в составе Западного фронта ВС ЧРИ, который возглавлял Доку Умаров. Входил в различные отряды, после её окончания в 2009 году продолжал боевые действия. Наиболее известен как «амир Зумсо» и «Зумсо Шишани». С 2006 года объявлен МВД по ЧР в Федеральный розыск. Его отряд дислоцировался в основном в Шатойских, Итумкалинских секторах, а также в Урус-Мартановском районе. Занял место амира Юго-Западного фронта Тархана Газиева после его ухода. Действовал на территории Чечни до 2012 года. Перебрался в Грузию, однако обратно в Чечню вернуться не удалось из-за напряжённой обстановки на границе после прихода нового правительства Грузии, более лояльного российскому правительству.

### Гражданская война в Сирии
В 2012 году перебрался в Сирию через Турцию, приняв участие в Гражданской войне Сирии на стороне повстанцев и умеренных суннитов, воюющих против правительства Башара Асада, стал амиром бригады Катаиб Ибад ар-Рахман. В 2014 году после взятия Кассаба записал видеоролик в адрес пророссийских властей Чеченской Республики. В данном ролике амир Зумсо Шишани главным образом обращается к главе Чеченской Республики Рамзану Кадырову и предупреждает его о том, что планирует вернуться домой из Сирии, чтобы продолжить боевые действия вплоть до освобождения Чечни от оккупации.

### Вторжение России на Украину
Пытался попасть в Украину ещё во время первых событий, однако не сумел из-за проблем с визой. Отбывал два года тюрьмы в Греции за нелегальное пересечение границы. С февраля 2022 года является участником российско-украинской войны, вступив в украинский батальон имени Шейха Мансура. Участвовал в боях под Киевом, у Великодымерской поселковой общины. В конце августа 2022 года назначен заместителем командира Отдельного батальона особого назначения ВС ЧРИ, имеет звание подполковника ВС ЧРИ. Принимал участие в боях у Донецкой и Херсонской областей.

## Примечание
1. 1 2  DAYMOHK. Амиры Вилайата Нохчийчоь, вышедшие из-под байата Докке Умарову. web.archive.org (16 июля 2015). Дата обращения: 23 апреля 2022. Архивировано 16 июля 2015 года.
2. ↑  "Имарат Кавказ" перебрался на турецкую границу / В мире / Независимая газета. www.ng.ru. Дата обращения: 10 мая 2022. Архивировано 24 сентября 2020 года.
3. ↑  Сирия чеченская бригада «джамаат тархана» прикрывавшая дорогу в город кесаб | амир зумсо шишани. Дата обращения: 23 апреля 2022. Архивировано 20 сентября 2022 года.
4. ↑  Mohmad. Назначение командира ОБОН ВС ЧРИ в Украине (рус.). ГИА ЧЕЧЕН-ПРЕСС. Дата обращения: 5 августа 2022. Архивировано 10 сентября 2022 года.
5. ↑  Постановления Кабинета министров Чеченской Республики Ичкерия №№30-41. thechechenpress.com. Дата обращения: 7 сентября 2023. Архивировано 7 сентября 2023 года.
6. ↑  Gordon M. Hahn. Islam, Islamism and Politics in Eurasia Report 28 (амер. англ.). Russian & Eurasian Politics (30 октября 2010). Дата обращения: 22 сентября 2022. Архивировано 22 сентября 2022 года.
7. ↑  Постановления Кабинета министров Чеченской Республики Ичкерия №№30-41. thechechenpress.com. Дата обращения: 15 мая 2024. Архивировано 7 сентября 2023 года.
8. 1 2  Перечень лиц, которые объявлены в розыск. Дата обращения: 18 сентября 2022. Архивировано 8 мая 2021 года.
9. 1 2  "Поля боев были усеяны трупами россиян". Ичкерийский офицер – о войне за Украину. RFE/RL. Дата обращения: 14 октября 2022. Архивировано 14 октября 2022 года.
10. 1 2  Μυτιλήνη: Δρακόντεια μέτρα ασφαλείας για την μεταγωγή του τσετσένου A. Khavazi (греч.). www.zougla.gr. Дата обращения: 1 октября 2022. Архивировано 1 октября 2022 года.
11. 1 2 3  Ирада Гусейнова. Чеченские боевики принимали участие в расстреле сирийских армян в Кесабе? Блокнот Россия (1 апреля 2014). Дата обращения: 19 сентября 2022. Архивировано 20 сентября 2022 года.
12. ↑  Назначение сына экс-прокурора Чайки советником Кадырова и жалобы осетинских мобилизованных. RFE/RL. Дата обращения: 7 ноября 2022. Архивировано 17 октября 2022 года.
13. 1 2  GUEST POST: The 4 Chechen Brigades In Jamaat Ahadun Ahad. www.chechensinsyria.com. Дата обращения: 22 сентября 2022. Архивировано 10 ноября 2021 года.
14. 1 2  Gordon M. Hahn. REPORT: The Caucasus Emirate in the Levant and the IS-AQ Fitna, Parts 1-2 (амер. англ.). Russian & Eurasian Politics (25 февраля 2015). Дата обращения: 22 сентября 2022. Архивировано 22 сентября 2022 года.
15. ↑  Newsroom. Chechen arrested in Athens resists order for deportation to Russia | eKathimerini.com (англ.). www.ekathimerini.com. Дата обращения: 2 октября 2022. Архивировано 2 октября 2022 года.
16. ↑  За пособничество в НВФ житель республики осужден к 2 годам лишения свободы | Информационное агентство "Грозный-Информ". www.grozny-inform.ru. Дата обращения: 14 октября 2022. Архивировано 14 октября 2022 года.
17. ↑  Те, кто клевещет без права… — Чечен Инфо. Дата обращения: 9 июля 2023. Архивировано 9 июля 2023 года.
18. ↑  Численный состав бандформирований, действующих.. | РУССКО-СЕРБСКИЙ ПОРТАЛ|Сербия|Балканы|Россия| | ВКонтакте. vk.com. Дата обращения: 18 сентября 2022.
19. ↑  Gordon M. Hahn. Islam, Islamism and Politics in Eurasia Report 28 (амер. англ.). Russian & Eurasian Politics (30 октября 2010). Дата обращения: 22 сентября 2022. Архивировано 22 сентября 2022 года.
20. ↑  Kavkaz-Center. Амир Имарата Кавказ упразднил Кабинет Министров и Парламент бывшей ЧРИ. Kavkazcenter.com. Дата обращения: 18 сентября 2022.
21. ↑  Зумсо в Касабе. Дата обращения: 18 сентября 2022. Архивировано 31 марта 2022 года.
22. ↑  Бой. Чеченцы против русских. Батальон Имени Шейха Мансура. Дата обращения: 18 сентября 2022. Архивировано 23 апреля 2022 года.
23. ↑  Chechen commander says Kadyrov is a ‘traitor’ who ‘Putin bought’. Дата обращения: 18 сентября 2022. Архивировано 20 сентября 2022 года.
24. 1 2  Mohmad. Приказы за номерами 22-32 Верховного главнокомандующего ВС ЧРИ (рус.). ГИА ЧЕЧЕН-ПРЕСС. Дата обращения: 23 сентября 2022. Архивировано 26 августа 2022 года.
25. ↑  Встреча с бойцами на базе ОБОН ВС ЧРИ (на чеченском). Дата обращения: 21 сентября 2022. Архивировано 20 сентября 2022 года.
26. ↑  Назначение сына экс-прокурора Чайки советником Кадырова и жалобы осетинских мобилизованных. RFE/RL. Дата обращения: 15 октября 2022. Архивировано 17 октября 2022 года.
27. ↑  Jordan Smith. Ichkeria OBON: Chechen Freedom Fighters in Ukraine (брит. англ.). Grey Dynamics (12 ноября 2022). Дата обращения: 13 ноября 2022. Архивировано 12 ноября 2022 года.
28. ↑  Совместная операция ОБОН ВС ЧРИ с ССО ВС УКРАИНЫ 29 АВГУСТА 2022. Заход в Архангельск (Часть 1). Дата обращения: 18 сентября 2022. Архивировано 18 сентября 2022 года.